# Strange Weather (álbum de Marianne Faithfull)
Strange Weather es el noveno álbum de estudio de la cantante británica Marianne Faithfull, lanzado el 9 de julio de 1987.
Fue el primer trabajo de estudio completo grabado por Marianne Faithfull después de haberse recuperado de una adicción de diecisiete años a la heroína en 1986. Los tres álbumes precedentes en Island Records fueron grabados por Faithfull mientras estaba enfrentada a varias luchas personales, y en ellos se contenía una mayoría de la letra y algo de música escrita por ella misma. En contraste, Strange Weather fue una sorprendente mezcla de rock, blues y dark cabaret, y aunque ninguna de las canciones habían sido escritas por la cantante, todas estaban unidas por la producción sobrada y matizada de Hal Willner junto con un grupo notable de músicos contribuyentes. La canción del título se ha convertido desde entonces en una interpretación fija en los conciertos de Faithfull y ha aparecido en vivo en tres grabaciones adicionales.

## Descripción general
Faithfull contribuyó en 1985 con la canción «Ballad of the Soldier's Wife» en Lost in the Stars, un álbum tributo a la música de Kurt Weill interpretado por varios artistas contemporáneos. En respuesta al éxito del proyecto y a las reseñas favorables que obtuvo la contribución de la propia Faithfull, el productor Hal Willner sugirió el potencial que un proyecto ampliado de composiciones clásicas podría tener, pero, según Willner en las notas interiores de Strange Weather, creía que era «uno de aquellos proyectos que por lo general nunca llegan a buen término».
Justo antes de su recuperación, Faithfull comenzó a trabajar en un nuevo álbum de canciones de rock, pero Island Records desechó el proyecto, aunque cinco de las canciones aparecerían más tarde en los lanzamientos de los años 90 Blazing Away y A Perfect Stranger: The Island Anthology. Por tanto, Willner volvió a entrar en escena y el concepto del álbum de los estándares clásicos se amplió para incluir no sólo material contemporáneo a la época de la República de Weimar de Weill, sino una canción más reciente de Bob Dylan, dos tempranas canciones espirituales de la época folk, blues tradicional al piano acompañado por Dr. John (acreditado como Mac Rebennack), y todo el nuevo material fue escrito específicamente para el proyecto. La pista del título del álbum fue escrita por Tom Waits y Kathleen Brennan, y «Hello Stranger» fue escrita por Rebennack y Doc Pomus. Faithfull volvió a grabar también su éxito de 1964, «As Tears Go By», en un arreglo marcadamente diferente al usar en ella un ritmo más lento del tiempo y cantar en una octava completa más baja con la que había interpretado la original.
Strange Weather no consiguió subir a las listas de álbumes de Estados Unidos (sí que lo hizo en el Reino Unido y Australia), y nunca llegó a entrar en listas su único sencillo «As Tears Go By».

## Lista de canciones
| Lado 1 |                                          |                                          |          |  |
| N.º    | Título                                   | Escritor(es)                             | Duración |  |
| 1.     | «Stranger Intro»                         |                                          | 0:30     |  |
| 2.     | «Boulevard of Broken Dreams»             | Al Dubin, Harry Warren                   | 3:04     |  |
| 3.     | «I Ain't Goin' Down to the Well No More» | Huddie Ledbetter, Alan Lomax, John Lomax | 1:07     |  |
| 4.     | «Yesterdays»                             | Otto Harbach, Jerome Kern                | 5:18     |  |
| 5.     | «Sign of Judgement»                      | Kid Prince Moore                         | 2:53     |  |
| 6.     | «Strange Weather»                        | Tom Waits, Kathleen Brennan              | 4:13     |  |

| Lado 2 |                          |                                                 |          |  |
| N.º    | Título                   | Escritor(es)                                    | Duración |  |
| 1.     | «Love, Life and Money»   | Julius Dixon, Henry Glover                      | 4:05     |  |
| 2.     | «I'll Keep It with Mine» | Bob Dylan                                       | 3:46     |  |
| 3.     | «Hello Stranger»         | Doc Pomus, Mac Rebennack                        | 2:30     |  |
| 4.     | «Penthouse Serenade»     | Will Jason, Val Burton                          | 2:34     |  |
| 5.     | «As Tears Go By»         | Mick Jagger, Keith Richards, Andrew Loog Oldham | 3:42     |  |
| 6.     | «A Stranger on Earth»    | Sid Feller, Rick Ward                           | 3:56     |  |

## Créditos
| - Marianne Faithfull – voz, pandereta - Bill Frisell – guitarra (tracks 1, 2, 4 a 6, 10 a 12), guitarra acústica (track 8), arreglos (tracks 2 y 10) - Robert Quine – guitarra (tracks 8, 9) - Fernando Saunders – bajo (tracks: 1, 2, 4, 6, 8 a 12), guitarra (track 9) - Christine Ims – viola - Ron Lawrence – viola - Dr. John – teclado, piano - Sharon Freeman – piano (tracks 2, 10) - Mac Rebennack – piano (track 7), piano eléctrico (track 9) - Garth Hudson – acordeón (track 6) - William Schimmel – acordeón (track 11) - Michael Levine – violín (track 2), dirección - Marin Alsop – violín - Marshall P. Coid – violín - Nancy McAlhany – violín - Marion Pinhiero – violín - Laura Seaton – violín - Mark Orrin Shuman – violonchelo - Mary Wooten – violonchelo - Glenn Drewes – trompa, trompeta | - John Marshall – trompa - Lew Soloff – trompeta (track 12) - Conrad Herwig – trombón - Birch Johnson – trombón - Alex Foster – clarinete - Bob Mintzer – clarinete (Bajo) - Lenny Pickett – clarinete, saxofón tenor - Chris Hunter – flauta (track 4), saxofón alto (track 9) - Rich Perry – saxofón tenor - Steve Slagle – saxofón alto (track 9), saxofón barítono - Mike Gibbs – arreglos, arreglos de trompa (tracks 2, 9 y 10), arreglos de cuerdas (tracks 2, 4, 5 y 10) - J.T. Lewis – batería (tracks 2, 9, 10, 12) - Joe Ferla – ingeniero, mezcla - Angela Gómez – ingeniero asistente - John Lombardo – ingeniero asistente - Frank Pekoc – ingeniero asistente - Bob Ludwig – masterización - Ellen Smith – coordinador de producción - Hal Willner – notas, producción - Tony Wright - fotografía |